# New York, New York (chanson)
Pour les articles homonymes, voir New York (homonymie) et New York, New York (homonymie).
Clip vidéo
[vidéo] « Liza Minnelli - New York, New York », sur YouTube
[vidéo] « Frank Sinatra - New York, New York », sur YouTube.
New York, New York ou Theme from New York, New York est un standard de jazz américain, composé par John Kander, avec des paroles de Fred Ebb,, interprété par Liza Minnelli pour le film New York, New York, de Martin Scorsese, de 1977.
Il est repris en particulier par Frank Sinatra en 1979, un des plus importants succès internationaux de leurs carrières respectives.

## Histoire

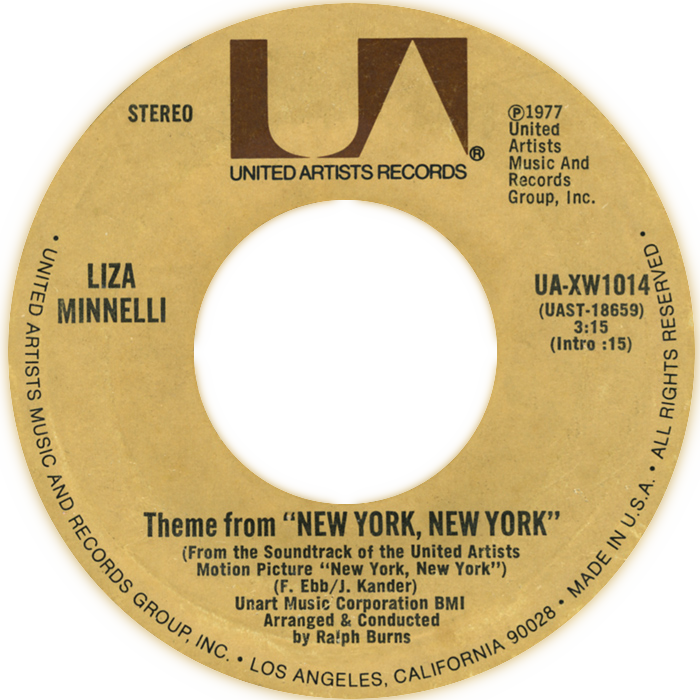

John Kander et Fred Ebb composent et écrivent cette chanson sur le thème du « rêve américain new-yorkais » des deux artistes Liza Minnelli (chanteuse de jazz) et Robert De Niro (son saxophoniste), du film New York, New York, de la Metro-Goldwyn-Mayer, de Martin Scorsese,, « Je veux faire partie de New York, New York, je veux me réveiller, dans la ville qui ne dort jamais, et constater que je suis le roi de la colline, au sommet de l'échelle, je repartirai de zéro, dans la vieille New York, si je peux réussir là-bas, je réussirai partout, ça dépend de toi, New York, New York... ». 

## Reprises
Ce standard de jazz est repris et adapté par de nombreux interprètes internationaux, dont Frank Sinatra (en modifiant quelques paroles, au Radio City Music Hall du Rockefeller Center de New York, et pour son triple album Trilogy: Past Present Future (en) de 1979), Mireille Mathieu (avec des paroles françaises d'Eddy Marnay, pour son album Trois milliards de gens sur Terre, de 1982), Gad Elmaleh, Les Trois Ténors (Plácido Domingo, José Carreras, et Luciano Pavarotti), Shirley Bassey, Beyoncé, Cat Power, Lady Gaga (2015), Corinne Hermès (2019)...

## Distinctions
- 1978 : nominations pour les Golden Globe de la meilleure chanson originale, Golden Globe du meilleur film musical ou de comédie, Golden Globe de la meilleure actrice dans un film musical ou une comédie pour Liza Minnelli, Golden Globe du meilleur acteur dans un film musical ou une comédie pour Robert De Niro.
- 1981 : nomination au Grammy Award de la chanson de l'année (version de Frank Sinatra).
- 2004 : n°31 des AFI's 100 Years... 100 Songs, de l'American Film Institute.

## Cinéma, musique de film
- 1977 : New York, New York, de Martin Scorsese, interprétée par Liza Minnelli, et Robert De Niro au saxophone.
- 1983 : Sundae in New York, court métrage de Jimmy Picker.
- 1984 : Starman, de John Carpenter.
- 1986 : Highlander, de Russell Mulcahy, interprétée par Queen.
- 1990 : Gremlins 2 : La Nouvelle Génération, de Joe Dante
- 2005 : Madagascar, film d'animation de DreamWorks Animation.
- 2011 : Shame, de Steve McQueen (réalisateur), interprétée  par l’actrice du film Carey Mulligan.
- 2015 : 007 Spectre, de Sam Mendes, quelques notes sur l'autoradio de l'Aston Martin DB10 de James Bond[9].